# Trail of the Yukon
Trail of the Yukon è un film del 1949 diretto da William Beaudine.
È un film d'avventura a sfondo film western statunitense ambientato in Canada con Kirby Grant, Suzanne Dalbert e Bill Edwards. Fa parte della serie di film con Kirby Grant e il suo cane Chinook realizzati per la Monogram Pictures. È basato sul romanzo del 1909 The Gold Hunters di James Oliver Curwood.

## Produzione
Il film, diretto da William Beaudine su una sceneggiatura di Oliver Drake e un soggetto di James Oliver Curwood (autore del romanzo), fu prodotto dallo stesso Drake per la Monogram Pictures e girato nella Big Bear Valley, San Bernardino National Forest, California.

## Distribuzione
Il film fu distribuito negli Stati Uniti dal 31 luglio 1949 al cinema dalla Monogram Pictures.

## Promozione
Le tagline sono:
- NORTHWOODS THRILLS! SNARLING VENGEANCE!
- SNARLING FURY! SAVAGE FURY!... with CHINOOK the wonder dog of the untamed wilds!
- ROARING NORTHWOODS ADVENTURE... from the punch-packed pen of JAMES OLIVER CURWOOD
- RED-BLOODED ADVENTURE WITH THE RED-COATED HEROES OF THE NORTH... and the dog who snarled defiance at the most dangerous killers in the wilds!
- From the Thrill-Dipped Pen of JAMES OLIVER CURWOOD - The rousing saga of a dog whose courage was as mighty as the untamed wilds he roamed!